# Michelbach (Kocher)
Der Michelbach ist ein etwa zwei Kilometer langer Bach im Gemeindegebiet von Michelbach an der Bilz im Landkreis Schwäbisch Hall im nördlichen Baden-Württemberg, der beim Dorf Michelbach von rechts und Ostsüdosten in den Kocher mündet.

## Geographie

### Verlauf
Der Michelbach entsteht in der halbkesselartigen östlichen Flurbucht zu Füßen der nördlichen Limpurger Berge, in dessen Zentrum das Dorf Michelbach an der Bilz liegt, keine hundert Meter östlich vom Feuerwehrhaus des Ortes auf etwa 367 m ü. NHN (Ursprung nach LUBW-FG10). In der Natur lässt sich der Bachverlauf mit Lücken anhand eines baumbestandenen Grabens noch weitere etwa einen Viertelkilometer bergwärts nach Osten weiterverfolgen, wo er dann wohl zuweilen am Rand des Siedlungsweichbildes auf etwa 392 m ü. NHN entsteht. Von Anbeginn an läuft er westlich und wird dann gleich verrohrt unter dem Sportgelände des Dorfes in der Talmitte durchgeführt. Etwas danach schon in der Nähe des Schlosses tritt er wieder ans Tageslicht und passiert das markante Gebäude in einer schon merklichen Mulde an dessen Nordseite, dann unterquert er den nördlichen Zweig Bretzinger Straße der Dorfdurchgangsstraße L 1055. Gleich danach läuft er unter dem Bahndamm der Murrbahn hindurch und erreicht jenseits auf rund 345 m ü. NHN die Kläranlage des Dorfes.
Nun hat er die Besiedlung hinter sich gelassen und gräbt sich auf seinem etwa 800 Meter langen Unterlauf eine steile Waldklinge in die Ebene der Kocher-Erosionsbucht südwestlich von Schwäbisch Hall. Er fließt mehr und mehr westnordwestlich und nimmt in schon wieder flacherem Lauf wenig vor dem Klingenende den etwa 0,8 km langen Hestenbach von rechts auf, um dann nach weiteren 200 Meter gegenüber dem Wasserwerk in der Kocheraue von rechts und auf etwa 296 m ü. NHN in den nahe am diesseitigen Flusstalhang laufenden Kocher zu münden.

### Einzugsgebiet
Der Michelbach hat ein Einzugsgebiet von 3,0 km² Größe. Sein östliches Drittel mit nur einem kurzen Stück Lauf gehört zum Unterraum Limpurger Berge des Naturraums der Schwäbisch-Fränkische Waldbergen; dort liegt der mit etwa 504 m ü. NHN höchste Punkt an der Südostecke auf dem Sporn Kohlhäue. Das übrige Einzugsgebiet gehört zum Unterraum Haller Bucht mit Rosengarten der Hohenloher und Haller Ebene. Am oberen und mittleren Abfall der Limpurger Berge ist das Gelände bewaldet, ebenso wieder weiter abwärts in schmalem Streifen in der Unterlaufklinge. Oberhalb der Bahnlinie besteht die offene Flur meist aus Wiesen, jedoch nimmt der Siedlungsbereich des Dorfes Michelbach einen Großteil der Talbucht ein. Jenseits der Bahnlinie liegen dann meist Äcker beiderseits auf der Hochfläche neben dem tiefen Untertaleinschnitt. Das ganze Gebiet gehört zur Gemeinde Michelbach an der Bilz, von dem außer dem namengebenden Dorf nurmehr der kleine Wohnplatz Hagenhof just eben noch diesseits der nördlichen Wasserscheide steht.
Reihum grenzen die Einzugsgebiete der folgenden Nachbargewässer an:
- Im Norden nimmt jenseits der Wasserscheide der Remsbach den gesamten Abfluss zur anderen Seite auf, der nächste rechte Zufluss des Kochers;
- jenseits der Kammlinie der Limpurger Berge im Osten, dem hydrologisch wie orographisch bedeutendsten Abschnitt der Gesamtwasserscheide, liegt das Quellgebiet des Brühlbachs, dessen Wasser über die Fischach und dann die Bühler viel weiter abwärts in den Kocher gelangt;
- im Südsüdosten liegt jenseits des Kohlhäue-Sporns und dem ihr vorgelagerten Michelbacher Hausberg Bilz das obere Einzugsgebiet des Adelbachs, eines aufwärtigen Kocherzuflusses;
- im Südsüdwesten gibt es keinen bedeutenden, unmittelbar konkurrierenden anderen Zufluss des Kochers.

### Zuflüsse
- Im oberen Talkessel laufen oberhalb der Quelle aus Richtung Osten und Süden längs zweier zur Hochebene der Limpurger Berge ansteigenden Waldsträßchen auffällig breite Geländerinnen auf die Talachse zu, die stark ausgeschwemmte alte Hohlwege sein könnten. Die Seitengräben dieser Wege führen unter gewöhnlichen Umständen kein oder kaum Wasser. * Etwas weiter abwärts läuft eine ausgeprägte, aber ebenfalls fast immer trockene Lehmschlucht vom Ansatzpunkt des Michelbacher Hausbergs Bilz vor dem Westsporn des im Süden den Halbkessel einfassenden Kohlhäus nordwestlich in Richtung Dorfkern zum Bach.
- Hestenbach[LUBW 5], von rechts und Ostnordosten auf etwa 321 m ü. NHN[LUBW 1] im unteren Klingenbereich, 0,8 km[LUBW 2] und ca. 0,5 km².[LUBW 7] Entsteht auf etwa 368 m ü. NHN[LUBW 1] an der Westseite der Bahnstrecke Waiblingen–Schwäbisch Hall-Hessental in den Kreuzwiesen.

## Geologie
Der Lauf des Michelbachs beginnt im Gipskeuper (Grabfeld-Formation) und erreicht an der Murrbahn eine nord-südlich ziehende Störung, westlich jenseits derer zunächst – auf der Hochscholle – Lettenkeuper (Erfurt-Formation) liegt, ehe der Bach gleich danach seine Klinge im Oberen Muschelkalk gräbt, in dem er auch mündet.
Höchste Schicht im Einzugsgebiet ist, auf der Hochebene der Limpurger Berge ganz im Osten, der Kieselsandstein (Hassberge-Formation), unter dem am Hang schnell die anderen Mittelkeuper-Schichten bis hinab zum Gipskeuper folgen. Von diesem streicht an einigen Stellen der Grundgips aus. Die oben erwähnten Hanggeländerinnen weisen lehmige Füllungen auf. Im wenig links neben der Untertalklinge und gerade eben schon außerhalb des Einzugsgebietes liegenden Hirschfeldener Tagebau wird Trochitenkalk abgebaut.
Ein aufgelassener kleiner Steinbruch an der Brandhalde östlich von Michelbach an der Bilz schließt Schilfsandstein in Flutfacies auf und ist das einzige geschützte Geotop im Einzugsgebiet.

## Natur und Schutzgebiete
Fast die gesamte Michelbach- und auch die Hestelbachklinge sind Teil des Naturschutzgebietes Kochertal zwischen Westheim und Steinbach einschließlich Klingenbach sowie Geiß- und Eselsklinge. Die Randhöhen der zwei Klingen gehören zu einem dieses säumenden Landschaftsschutzgebiet. Ein weiteres Landschaftsschutzgebiet umfasst den Westabfall der Limpurger Berge rings um den Talkessel des oberen Michelbaches und springt im Süden bis über die Bilz westlich vor. Auf dieser stehen drei Linden am Aussichtspunkt an der Spornspitze, die Naturdenkmale sind.
Biotope im Einzugsgebiet sind die bachnahen Klingenwälder im unteren Michelbach- und Hestenbachtal, zwei alte Abbaue im Schilfsandstein im Hangwald östlich von Michelbach, Magerrasenflächen etwas weiter nordwestlich am Flurhang sowie auf der flachen Bilz-Kuppe, daneben einige Flurgehölze.

### LUBW
Amtliche Online-Gewässerkarte mit passendem Ausschnitt und den hier benutzten Layern: Lauf und Einzugsgebiet des Michelbachs

Allgemeiner Einstieg ohne Voreinstellungen und Layer: Daten- und Kartendienst der Landesanstalt für Umwelt Baden-Württemberg (LUBW) (Hinweise)
1. 1 2 3 4  Höhe nach dem Höhenlinienbild auf dem Hintergrundlayer Topographische Karte.
2. 1 2  Länge nach dem Layer Gewässernetz (AWGN).
3. ↑  Einzugsgebiet nach dem Layer Basiseinzugsgebiet (AWGN).
4. ↑  Länge abgemessen auf dem Hintergrundlayer Topographische Karte.
5. 1 2  Auf den Gewässerlayern als Heftenbach eingetragen, angesichts einer umgebenden Gemarkung Hestenbach, die auch dort so auftritt, wohl eine Fehlschreibung des auf früheren lokalen Karten benutzten langen S in Heſtenbach.
6. ↑  Höhe nach grauer Beschriftung auf dem Hintergrundlayer Topographische Karte.
7. ↑  Einzugsgebiet abgemessen auf dem Hintergrundlayer Topographische Karte.
8. ↑  Schutzgebiete nach den einschlägigen Layern, Natur teilweise nach dem Layer Geschützte Biotope.

### Andere Belege
1. ↑  Wolf-Dieter Sick: Geographische Landesaufnahme: Die naturräumlichen Einheiten auf Blatt 162 Rothenburg o. d. Tauber. Bundesanstalt für Landeskunde, Bad Godesberg 1962. → Online-Karte (PDF; 4,7 MB)
2. ↑  Geologie nach den Layern zu Geologische Karte 1:50.000 auf: Mapserver des Landesamtes für Geologie, Rohstoffe und Bergbau (LGRB) (Hinweise). Ein ähnliches Bild bietet die unter → Literatur aufgeführte geologische Karte.
3. ↑  Geotopbeschreibung (PDF; 0,3 MB) des alten Schilfsandsteinbruchs an der Brandhalde östlich von Michelbach.